# Cornish pasty
Pour les articles homonymes, voir Pasty (homonymie).
Le Cornish pasty est une variété de pasty, ou sorte de tourte cuite sans moule, originaire de Cornouailles au Royaume-Uni. 
Il s'agit traditionnellement d'une préparation salée cuite au four et contenant du flanchet de bœuf, des pommes de terre, des oignons et des navet jaune.
Toutefois, on trouve également d'autres pasties (ne méritant pas l'appellation « Cornish » pasty) à base de légumes ou encore sucrées.
Le Cornish pasty fait l'objet d'une indication géographique protégée (IGP) dans l'Union européenne.